# Wehrstrafgesetz
Das Wehrstrafgesetz (WStG) regelt das besondere Strafrecht der Soldaten der Bundeswehr. Einzelne militärische Pflichten sind von solcher Bedeutung, dass bei Verstößen die Ahndung mit disziplinarrechtlichen Maßnahmen nach der Wehrdisziplinarordnung nicht ausreicht.
Daneben gelten auch die allgemeinen Straftatbestände des Strafgesetzbuchs für die Verletzung anderer Dienstpflichten durch Soldaten (§ 3, § 48 WStG).
Während das WStG die Voraussetzungen und Rechtsfolgen strafbarer Verstöße gegen militärische Pflichten enthält, gilt für das Verfahren zur Durchsetzung dieser Normen die Strafprozessordnung (StPO), für Soldaten, die Jugendliche oder Heranwachsende sind, das Jugendgerichtsgesetz (§ 3 Abs. 2 WStG, § 1 Abs. 2 JGG). Von der Möglichkeit, gem. Art. 96 Abs. 2 GG Wehrstrafgerichte für die Streitkräfte als Bundesgerichte zu errichten, hat der Bund keinen Gebrauch gemacht. Wehrstrafsachen gehören gem. § 13 GVG vor die ordentlichen Gerichte. Wird eine Straftat außerhalb des Geltungsbereiches der StPO von Soldatinnen oder Soldaten der Bundeswehr in besonderer Auslandsverwendung (§ 62 Abs. 1 des Soldatengesetzes) begangen, so ist der Gerichtsstand bei dem für die Stadt Kempten zuständigen Gericht begründet.
Zeitgleich mit dem WStG trat das Einführungsgesetz zum Wehrstrafgesetz (EGWStG) vom 30. März 1957 in Kraft.

## Geschichte
Das seit 1957 für die Bundesrepublik Deutschland geltende Wehrstrafgesetz geht auf das Militär-Strafgesetzbuch für das Deutsche Reich (MilStGB) vom 20. Juni 1872 zurück, das in der Tradition des liberalen Rechtsstaats entstanden war. Dieses blieb bis 1945 in Kraft, wurde aber mehrfach novelliert, insbesondere während des Zweiten Weltkrieges durch die Neufassung von 1940.
Eine allgemeinverständliche Kurzfassung des MStGB, die sogenannten Kriegsartikel, wurden im Deutschen Heer jedem Soldaten sowohl vor der Vereidigung als auch danach in regelmäßigen Abständen in seiner Muttersprache vorgelesen und erläutert.
Der Aufbau des WStG unterscheidet sich von dem MilStGB von 1872. Auch wurden mittlerweile Teile des MilStGB in das allgemeine StGB eingebettet; das betrifft insbesondere Landesverrat und Hochverrat.

## Aufbau
Das Wehrstrafgesetz enthält zwei Teile:
Erster Teil: Allgemeine Bestimmungen. Hier ist Grundsätzliches geregelt, wie z. B.
- Geltungsbereich des Gesetzes
- Gesetzliche Definitionen
- Definitionen der Strafen
- Handeln auf Befehl und Befehlsnotstand
- Strafaussetzung

Zweiter Teil: Militärische Straftaten. Dieser enthält die einzelnen Straftatbestände, geordnet nach den verschiedenen Pflichten z. B.
- Straftaten gegen die Pflicht zur militärischen Dienstleistung
- Straftaten gegen die Pflichten der Untergebenen
- Straftaten gegen die Pflichten der Vorgesetzten
- Straftaten gegen andere militärische Pflichten